# Crocidura rapax
Crocidura rapax ist eine Spitzmausart aus der Gattung der Weißzahnspitzmäuse (Crocidura). Sie kommt im südlichen China sowie im angrenzenden Nordosten Indiens und auf der Insel Taiwan und weiteren Inseln vor.

## Merkmale
Mit einer Kopf-Rumpf-Länge von 5,6 bis 7 Zentimetern zählt Crocidura rapax zu den mittelgroßen Spitzmausarten Eurasiens. Der Schwanz erreicht eine Länge von 38 bis 47 Millimetern. Der Hinterfuß weist eine Länge von 11 bis 13 Millimetern auf. In ihrem Aussehen entspricht sie der Art Crocidura vorax, das Rückenfell ist jedoch deutlich dunkler braun und auch die Bauchseite ist fast ebenso dunkel, jedoch graubraun. Der Schwanz ist über die gesamte Länge einfarbig dunkelbraun; er besitzt nur im basalen Drittel längere Fühlhaare.
| 1 | · | 3 | · | 1 | · | 3 | = 28 |
| 1 | · | 1 | · | 1 | · | 3 | = 28 |

Der Schädel hat eine Basislänge von 17,4 bis 18,3 Millimetern. Wie alle Arten der Gattung besitzt die Art im Oberkiefer pro Hälfte einen Schneidezahn (Incisivus) und danach drei einspitzige Zähne, einen Prämolaren und drei Molaren. Im Unterkiefer besitzt sie dagegen einen einzelnen Eckzahn (Caninus) hinter dem Schneidezahn. Insgesamt verfügen die Tiere damit über ein Gebiss aus 28 Zähnen. Die Zahnwurzeln sind wie bei allen Weißzahnspitzmäusen im Gegensatz zu denen der Rotzahnspitzmäuse nicht pigmentiert.

## Verbreitung
Crocidura rapax kommt im südlichen China sowie im angrenzenden Nordosten Indiens und auf der Insel Taiwan und weiteren Inseln vor. Auf Taiwan lebt die Unterart Crocidura rapax kurodai, während Crocidura rapax rapax im Süden Chinas einschließlich der Insel Hainan sowie dem indischen Teil des Verbreitungsgebietes vorkommt. Crocidura rapax lutaoensis findet sich auf der Insel Lu Dau (Grüne Insel) und Crocidura rapax tadae kommt auf Lan Yu (Orchideeninsel) vor.

## Lebensweise
Die Lebensweise von Crocidura rapax ist wie bei vielen Spitzmausarten weitestgehend unerforscht, hier liegen nahezu keine Daten vor. Wie alle Spitzmäuse ernährt sich auch diese Art von wirbellosen Tieren, vor allem von Insekten und Würmern.

## Systematik
Crocidura rapax wird als eigenständige Art innerhalb der Gattung der Weißzahnspitzmäuse (Crocidura) eingeordnet, die aus etwa 170 Arten besteht. Die wissenschaftliche Erstbeschreibung stammt von G. Allen aus dem Jahr 1923, der ein Individuum vom Mekong aus der Provinz Yunnan im Süden der Volksrepublik China beschrieb. Sie wurde ehemals gemeinsam mit anderen Arten wie etwa Crocidura vorax in die Arten Crocidura gueldenstaedtii, Crocidura russula oder Crocidura pullata eingeordnet, Crocidura kurodai wurde allerdings 1997 und 2001 aus dieser ausgegliedert. 2002 wurde Crocidura kurodai gemeinsam mit ehemals unter Crocidura horsfieldii zusammengefassten Inselformen auf Taiwan und mehreren Nachbarinseln aufgrund übereinstimmender karyologischer Daten zu der Art Crocidura rapax zusammengefasst, aufgrund verschiedener Unterschiede im Phänotyp werden sie jedoch als Unterarten betrachtet.
Innerhalb der Art werden heute neben der Nominatform Crocidura rapax rapax mit Crocidura rapax kurodai, Crocidura rapax lutaoensis, Crocidura rapax tadae drei weitere Unterarten unterschieden.

## Bedrohung und Schutz
Crocidura rapax wird von der International Union for Conservation of Nature and Natural Resources (IUCN) aufgrund fehlender Daten zur Bestandsgröße, ökologischer Ansprüche und Bedrohungen nicht in eine Gefährdungskategorie, sondern stattdessen ohne ausreichende Daten (data deficient) klassifiziert.